# Arcos Dourados

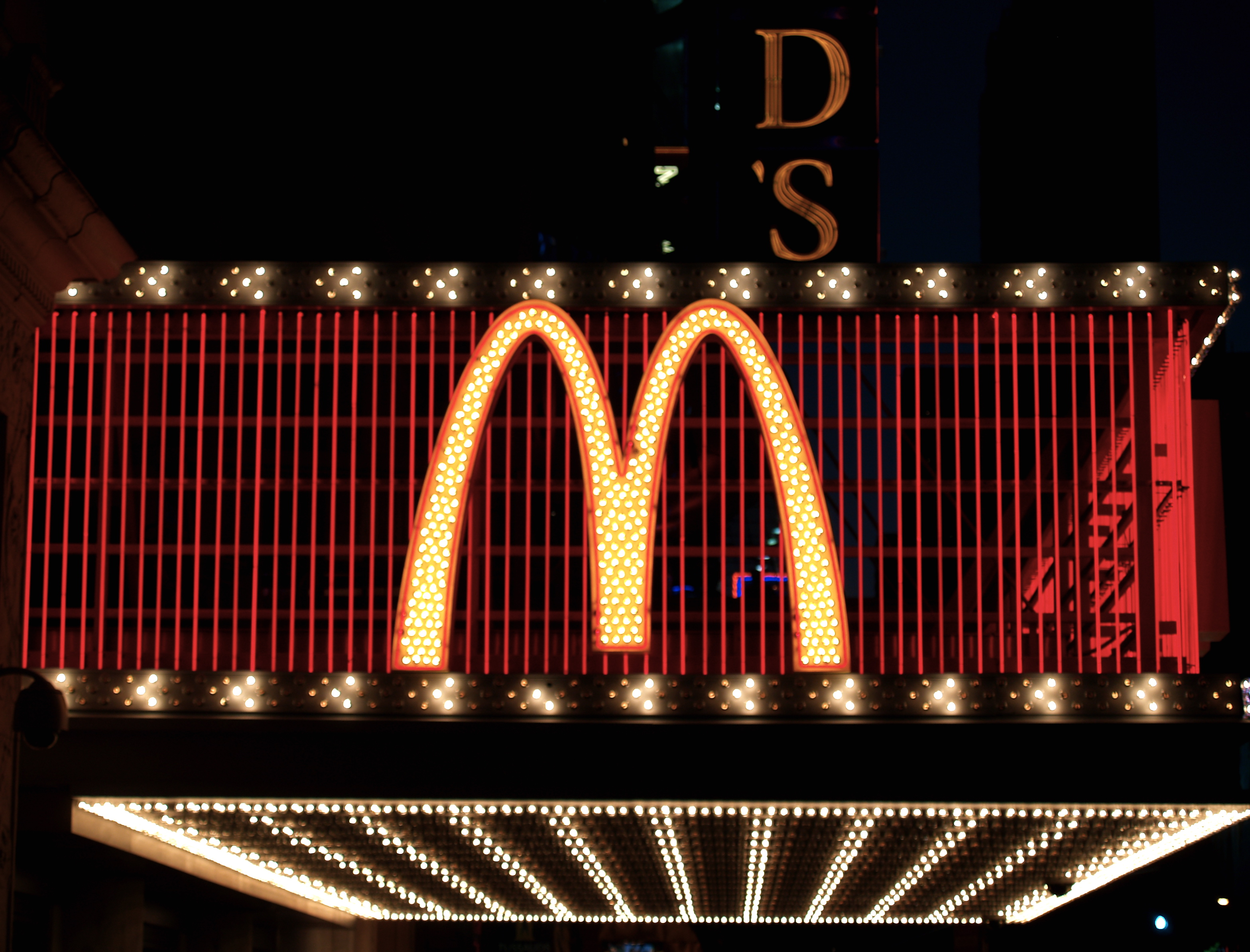
Os Arcos Dourados usado no exterior do restaurante McDonald's da Times Square.

Os Arcos Dourados são o símbolo do McDonald's, a cadeia de restaurantes fast food global. Originalmente, eram arcos reais que foram parte do projeto do restaurante. Foram incorporados ao logo da cadeia em 1962, quando o atual logo Golden Arches parecia um "M", de McDonald's.
Uma pesquisa realizada em diversos países mostrou que o símbolo do McDonald's tinha mais tendência a ser reconhecido pelos participantes do que a cruz cristã.

## História
Os arcos foram introduzidos em 1953, quando Dick e Mac McDonald estavam construindo um novo estabelecimento em Phoenix, Arizona. O arquiteto Stanley Meston projetou uma lanchonete walk-up com telhas vermelhas e brancas e um telhado inclinado distintivo, mas Dick McDonald, querendo mais apelo visual, esboçou um par de arcos estilizados amarelos, um de cada lado. Meston aceitou outras alterações, mas rejeitou os arcos; no final, o sign-maker George Dexter foi contratado para a construção dos arcos. Quando visto de um ângulo, o desenho lembrava a letra M. Um sinal na frente incorporou ainda um terceiro arco amarelo, juntamente com a cadeia de caracteres da assinatura de um chef chamado Speedee.
Em 1962, visando melhorar a sua imagem, a empresa buscou um novo logotipo. Fred Turner desenhou um "V" estilizado , mas a cabeça da companhia de engenharia e design, Jim Schindler, estendeu o "V" em um "M" que se assemelha a uma loja do McDonald's vista de um ângulo, com um trapézio isósceles vermelho como "teto" que serve como fundo para letras.
Eles também foram vistos de forma mais ampla, como um símbolo do capitalismo ou globalização, pois eles são uma das corporações mais proeminentes da América que se tornaram global em seu alcance (juntamente com a Coca-Cola e Nike).

## Outras versões

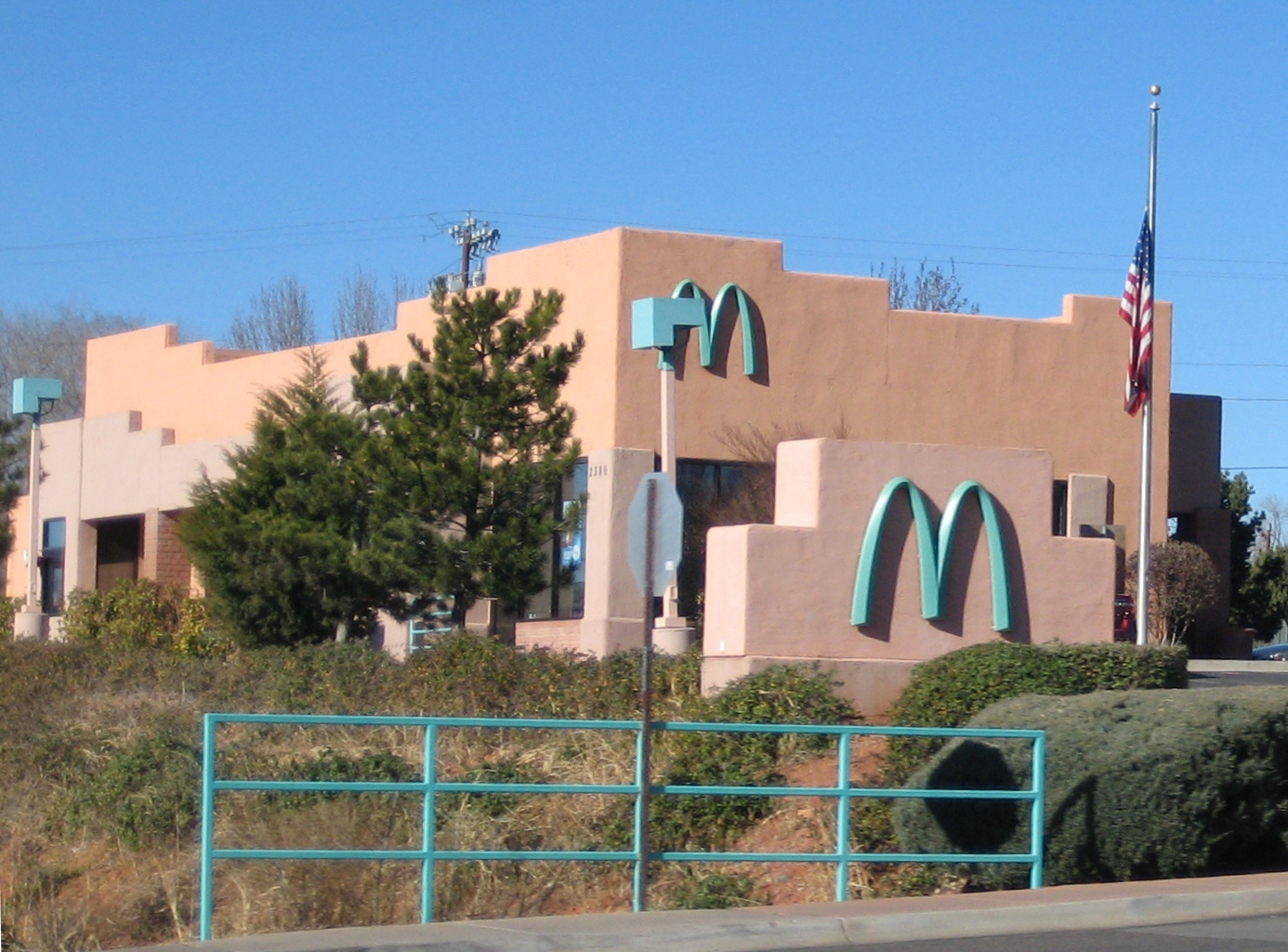
McDonald's em Sedona, Arizona

O McDonald's em Sedona, Arizona é o único do mundo que usa arcos em turquesa. Eles não são dourados porque existem regulações na cidade que previnem que prédios estraguem a visão pitoresca do deserto. Os funcionários do governo da cidade acharam que a cor dourada do logotipo não combinaria com a paisagem de rochas vermelhas, e o McDonald's obrigou-se a escolher outra cor para o logotipo, no caso, turquesa, que foi aceita pela cidade.